# Розпізнавання облич

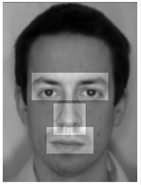

Сприйняття особи — це її розуміння та інтерпретація, що базується на розпізнаванні структурами головного мозку обличчя та емоцій людини.
Пропорції обличчя і вираження емоцій на обличчі людини є дуже важливими для інших, оскільки є необхідними для того, щоб визначити походження, настрій, самопочуття і деяку соціальну інформацію. Для кожної людини від народження інші особи та взаємодія з ними відіграють важливу роль у соціальному розвитку. Сприйняття особи є дуже складним психофізіологічним процесом, оскільки усвідомлення виразів облич залучає великі і різноманітні області головного мозку. Іноді пошкодження частин мозку може викликати певні погіршення в розумінні чи сприйнятті осіб або прозопагнозію.

## Розвиток розпізнавання дітьми
З народження немовлята володіють елементарними можливостями ідентифікації облич. Навіть на другий день від народження вони здатні до імітації виразу обличчя дорослого, це відображає їх можливість розрізняти такі деталі як форма рота і очі. Однак, незважаючи на цю здатність, новонароджені ще не розуміють емоційний зміст, закодований у виразах особи. Діти, у віці п'яти місяців, проявляють однакову кількість уваги і подібно реагують на обличчя людини, яка відчуває страх і людини, яка робить щасливий вираз обличчя. Хоча, коли семимісячним малюкам показують ті ж самі картинки, вони більше зосереджуються на людині, яка демонструє емоцію страху. Цей результат вказує на підвищення рівня уваги та підвищення мозкової активності розпізнавального центру до емоцій страху, які за своєю природою відображають істотну загрозу для життя.
Розпізнавання осіб — важливий неврологічний механізм, який люди в суспільстві використовують кожен день. Джеффрі і Родс пишуть, що особи «за допомогою облич передають інформацію, яку ми використовуємо, під час соціальної взаємодії». При цьому емоції відіграють важливу роль в цьому процесі. Сприйняття позитивної або негативної емоції на обличчі визначає спосіб, у який людина розпізнає особу. Наприклад, особа, яка демонструє негативну емоцію, обробляється менш цілісним способом, ніж особа, що відображає позитивну емоцію. Здатність до розпізнавання облич осіб очевидна навіть в ранньому дитинстві. Неврологічні механізми, відповідальні за розпізнавання осіб, присутні до віку п'ять років. Дослідження показують, що спосіб, яким діти розпізнають осіб, подібний до такого в дорослих, проте, вони роблять це менш ефективно. Причиною цього може бути розвиток пам'яті та пізнавального функціонування, яке відбуваються дорослими з віком.
Немовлята можуть інтерпретувати вирази облич як соціальні сигнали, що несуть в собі почуття інших людей. В цьому віці вони демонструють великі негативні центральні компоненти потенціалів дії, реагуючи на сердитих осіб, які дивляться безпосередньо на них, ніж у випадку, коли особи не спрямовують на них свого погляду. Ці результати вказують, що немовлята в цьому віці можуть, принаймні, частково зрозуміти вищий рівень загрози від гніву, спрямованого на них, порівняно з гнівом, спрямованим на щось інше.
У випадку, коли семимісячним немовлятам демонструють щасливе або сердите обличчя, а потім це супроводжується емоційно нейтральним словом, прочитаним щасливим або сердитим тоном, їх негативні центральні компоненти потенціалів дії слідують за різними зразками. Щасливі обличчя, супроводжувані сердитими голосовими тонами, викликають більше змін, ніж інше невідповідне з'єднання, в той час як не було суттєвої різниці між щасливими і сердитими відповідними сполученнями, це вказує на те, що немовлята мали більші очікування щасливого тону після спостереження щасливого обличчя, ніж сердитого тону після сердитого обличчя. Зважаючи на відносну нерухомість немовляти і таким чином їх зменшену можливість виявити негативні реакції до їх батьків, цей результат говорить про те, що у дітей спостерігається формування досвіду, який відіграє важливу роль в будівництві розуміння виразів облич.
Нервові підстави сприйняття особи в немовлят, ймовірно, подібні до таких в дорослих, але межі формування зображень, які можна виявити у немовлятами в даний час, мають дуже обмежену локалізацію, а також отримують лише певну інформацію від підкіркової області головного мозку, наприклад, від мигдалини, яка бере активну участь у сприйнятті виразу обличчя у дорослих.
Однак у дітей спостерігається активність мозку близько веретеноподібної звивини, а також в потиличних областях, це варіюється в залежності від різних факторів включаючи напрямок погляду і вираз обличчя осіб.

## Розпізнавання облич дорослими
Теорії про процеси, залучені у сприйняття особи, в основному походять з двох джерел: дослідження в області нормального сприйняття особи та дослідження порушень в сприйнятті особи, які викликані травмою головного мозку або неврологічною хворобою. Одна з найбільш широко прийнятих теорій сприйняття особи стверджує, що розуміння осіб включає кілька стадій: від основних перцепцій маніпуляцій на сенсорної інформації, щоб отримати деталі про людину (такі як вік, стать або привабливість), до здатності згадати значущі деталі, такі як їх ім'я.
Прості фізичні аспекти особи використовуються, щоб розпізнати вік, стать або вираз обличчя. Велика частина аналізу на даному етапі знаходиться на основі особливостей кожної людини. Так початкова інформація використовується, щоб створити структурну модель особи, яка дозволяє її порівняти з іншими особами в пам'яті. Це структурне кодування продемонстроване ефектом Тетчер. Структурно закодоване подання передане абстрактним «одиницям розпізнавання осіб», які використовуються з «особистими вузлами ідентичності», щоб пізнати людину через інформацію від семантичної пам'яті. Вроджена здатність запам'ятати чиєсь ім'я, коли представлене його обличчя, як показували в експериментальному дослідженні, була порушена в деяких випадках травм головного мозку, припускають, що розпізнавання може бути окремим процесом від запам'ятовування інформації про людину.
Дослідження прозопогназії (погіршення розпізнавання осіб, яке зазвичай викликається травмою головного мозку) було особливо корисне в розумінні, як працює нормальне сприйняття особи. Люди з прозопогназією можуть відрізнятися за їхніми здібностями зрозуміти особу.
Сприйняття особи — здатність, яка залучає багато областей мозку; однак, деякі області, як показали дослідження, є особливо важливими. Дослідження мозку, як правило, демонструють велику діяльність в області скроневої частки, відомої як веретеноподібна звивина, область, яка, як відомо, викликала прозопогназію при пошкодженні (особливо, коли пошкодження відбувається з обох сторін).

## Нейроанатомія обробки облич
Є кілька частин мозку, які відіграють важливу роль у сприйнятті облич. Rossion, Hanseeuw і Dricot використовували метод фМРТ щоб ідентифікувати активацію в мозку відповідних структур. Метод фМРТ використовує контраст рівня кисню в крові для визначення областей мозку, які активуються в процесі розпізнавання облич. Вони побачили, що потилична область, веретеноподібна звивина, мигдалина і частина кори скроневої частки, піддаються контрастуванню, тобто підвищують свою активність, яка початково виникає в потиличній частині поверхні мозку. Весь цей регіон об'єднується, щоб сформувати мережу, яка діє для розпізнавання обличчя. Їх обробка в мозку відома як «сума частин» сприйняття. Однак окремі частини обличчя повинні бути оброблені спочатку, щоб об'єднати всі інші складові. У ранній обробці потилична область сприяє тому, щоб були розпізнані очі, ніс і рот як окремі частини.
Крім того, дослідники використовували фМРТ, щоб визначити варіації активації в мозку, коли частини обличчя були представлені в комбінації і коли вони були представлені окремо. Потилична область була активована візуальним сприйняттям окремих частин обличчя, наприклад, носа і рота, а ще дужче комбінацією двох очей. Ці дослідження підтверджують, що потилична область мозкової поверхні розпізнає частини обличчя на початкових стадіях розпізнавання. Навпаки, веретеноподібна область відповідальна за загальну інформацію, тобто об'єднує всі оброблені частини обличчя разом в подальшому сприйнятті.
Веретеноподібна область особи розташована в бічній веретеноподібній звивині. Вважається, що ця область залучена в цілісну обробку осіб, і це відчутно до присутності лицевих частин, а також зміни цих частин. Веретеноподібна область особи також необхідна для успішного виявлення особи та ідентифікації. Це підтримано фМРТ активацією і дослідженнями в області прозопогназії, яка залучає пошкодження веретеноподібної області особи.
Двосторонню активацію зазвичай показують у всіх цих спеціалізованих областях обличчя.
Важливо відзначити, що, в той час як певні області вибірково відповідають на обличчя, загальна лицева обробка залучає багато нейронних мереж. Ці мережі включають візуальні і емоційні системи обробки також. Дивлячись на обличчя, що виводять на екран емоції (особливо з виразами обличчя страху) в порівнянні з нейтральними, у веретеноподібній частині підвищується діяльність. Ця підвищена діяльність також корелює зі підвищеною діяльністю мигдалини в цих самих ситуаціях. Це демонструє можливі зв'язки між мигдалиною та іншими областями обробки облич.
Іншим аспектом, який включає веретеноподібну звивину і активацію мигдалини, є дружні відносини осіб. Наявність багаторазових областей, які можуть бути активовані подібними компонентами особи, вказує на те, що лицьова обробка — складний процес. Більшість структур, які регулюють нейроанатомічні процеси лицевої обробки пов'язані з середньої мозкової артерією (СМА). Тому лицьова обробка була вивчена, використовуючи вимірювання середньої швидкості мозкового кровотоку в середніх мозкових артеріях з двох сторін. Під час розпізнавання осіб, у обстежуваних, спостерігалися великі зміни кровотоку в правій середній мозковій артерії, на відміну від лівої. Так само, як пам'ять і пізнавальна функція розрізняють здібності дітей і дорослих розпізнавати обличчя, так і дружні відносини осіб можуть впливати на їх сприйняття.

## Асиметрія обробки облич
Дослідження з використанням електрофізіологічних методів продемонстрували пов'язані зі статтю відмінності під час виконання завдання на запам'ятовування та розпізнавання осіб і завдання на лицеву ідентифікацію. Учасники експерименту використовували праву, в той час як учасниці експерименту використовували ліву півкулю головного мозку для обробки осіб. Пов'язані зі статтю відмінності можуть бути пов'язані зі статевими гормонами. У жінок може бути варіабельність для психологічних функцій пов'язана з відмінностями в гормональних рівнях під час різних фаз менструального циклу.

## Роль пам'яті в розпізнаванні облич

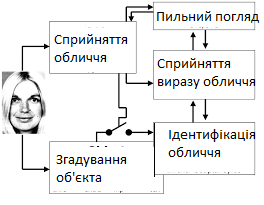

Під час сприйняття облич, нейронні мережі встановлюють зв'язки з мозком та пам'яттю для повторних випадків. Сприйняття обличчя відбувається у три етапи обробки, включаючи його розпізнавання, відгук запам'ятованої раніше інформації, яка пов'язана з цим обличчям і, нарешті саме сприйняття. Наприклад, імена згадують швидше, ніж семантична інформація у випадках дуже знайомих стимулів. В той час як обличчя — потужний ідентифікатор людей, мова також є важливим ідентифікатором для інформації. було проведене дослідження, щоб показати, чи спрощують обличчя, мова чи семантична і епізодична пам'ять ідентифікування людей. Ці експерименти спрямовані на всі три етапи обробки облич. Під час експерименту двом обстежуваним групам було показано знаменитостей і знайомі обличчя або мову. Потім учасники повинні були згадати інформацію про них. Спочатку їх запитували чи знайомий стимул. Якщо вони відповідали «так», тоді їх просили назвати якусь інформації про людину з пам'яті (семантична пам'ять), а потім людину якій відповідає обличчя або представленої мова (епізодична пам'ять).

## Впізнавання людей за голосом

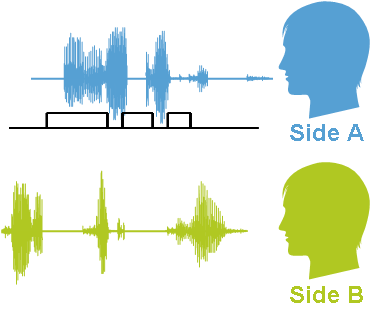

Процес управління вмістом мовного вилучення, виявився більш складним, ніж усунення лицевих сигналів на фотографіях. Таким чином результати експериментів, які не враховували цей фактор вводить в оману висновками щодо голосової ідентифікації у розпізнаванні осіб. Наприклад, в експерименті було виявлено, що 40 % учасників могли легко поєднати голос знаменитості з їх діяльністю. Щоб усунути ці помилки, експериментатори видалили частини голосових міток, які могли дати ключ до розгадки особистості.
Навіть після управління голосовими зразками, дослідження показали, що семантична інформація може бути більш доступною, щоб відновитися в пам'яті, коли люди визнають обличчя, ніж у випадку з голосами.
Інша техніка, щоб управляти змістом голосових промов повинна представити осіб і голоси особисто знайомих людей, а замість їх облич — обличчя знаменитостей. Результати знову показали, що семантичну інформацію легше відновити, коли людина розпізнає обличчя, а не голоси.

## Залежність розпізнавання від частоти впливу
Іншим фактором, яким потрібно керуватися, є частота впливу. Якщо ми беремо приклад знаменитостей, людям представлені обличчя знаменитостей частіше, ніж їхня мова через засоби масової інформації.
Таким чином, хтось міг стверджувати, що для всіх експериментів, які були зроблені досі, результати були результатом частоти впливу облич знаменитостей, а не їхнього голосу.
Щоб подолати цю проблему, дослідники вирішили використовувати особисто знайомих людей як стимулів замість знаменитостей. Дослідження, які використовували цей тип управління також, демонстрували перевагу облич над голосом.

## Роль епізодичної пам'яті у розпізнаванні облич
Епізодична пам'ять — наша здатність пам'ятати певні, раніше запам'ятовані події. На підтвердження розпізнавання осіб, оскільки це належить епізодичній пам'яті, спостерігалась активація в лівій боковій предлобной корі, парієтальній пелюстці і лівій лобовій та передній частині кори головного мозку. Ця гіпотеза може також бути підтримана існуванням спеціалізованих структур розпізнавання осіб, які, можливо, розташовані в скроневих частках.
Є також докази існування двох окремих нервових систем для розпізнавання осіб: одна для знайомих облич і інша для недавно вивчених осіб. Одне пояснення цьому зв'язку між розпізнаванням осіб і епізодичною пам'яттю полягає в тому, що, розпізнавання осіб — головна частина людського існування і мозок створює зв'язок між обома системами, щоб бути здатним краще спілкуватися з іншими.

## Особливості розпізнавання облич у людей з порушеннями роботи головного мозку
Порушення спектра аутизму (ПСА) — всебічне невральне порушення, яке провокує багато обмежень включаючи соціальне, комунікативне, і перцептивне. Люди з аутизмом демонструють труднощі в різних аспектах сприйняття облич, включаючи впізнавання ідентичності і розпізнавання емоційних виразів. Ці розлади є наслідком патологій, і з'являються як на ранніх так і на пізніх стадіях лицевої обробки.
Люди з ПСА обробляють стимули облич та інших предметів з тією ж самою швидкістю. Ці люди, перш за все, використовують цілісну обробку, сприймаючи особу. Зосереджуючись на її окремих частинах. Це відхилення від цілісної обробки особи не використовує прототипи облич, які є шаблонами, збереженими в пам'яті, які використовуються для легкого пошуку облич в пам'яті.
Крім того, такі люди демонструють труднощі з пам'яттю, яка допомагає в ідентифікації осіб. Дефіцит пам'яті специфічний для облич і не поширюється на інші об'єкти або візуальні входи.